# 複雑系科学
| 各分野                 | 各分野         | 背景的現象                                                            |
| ---------------------- | -------------- | --------------------------------------------------------------------- |
| Game Theory            | ゲーム理論     | 尺度を亘る創発性 (Emergence) 時間を亘る自己組織化 (Self-Organization) |
| NonLinear Dynamics     | 非線型力学     | 尺度を亘る創発性 (Emergence) 時間を亘る自己組織化 (Self-Organization) |
| Systems Theory         | システム理論   | 尺度を亘る創発性 (Emergence) 時間を亘る自己組織化 (Self-Organization) |
| Pattern Formulation    | パターン形成   | 尺度を亘る創発性 (Emergence) 時間を亘る自己組織化 (Self-Organization) |
| Evolution & Adaptation | 進化と適応     | 尺度を亘る創発性 (Emergence) 時間を亘る自己組織化 (Self-Organization) |
| Networks               | ネットワーク論 | 尺度を亘る創発性 (Emergence) 時間を亘る自己組織化 (Self-Organization) |
| Collective-Behavior    | 集団行動論     | 尺度を亘る創発性 (Emergence) 時間を亘る自己組織化 (Self-Organization) |

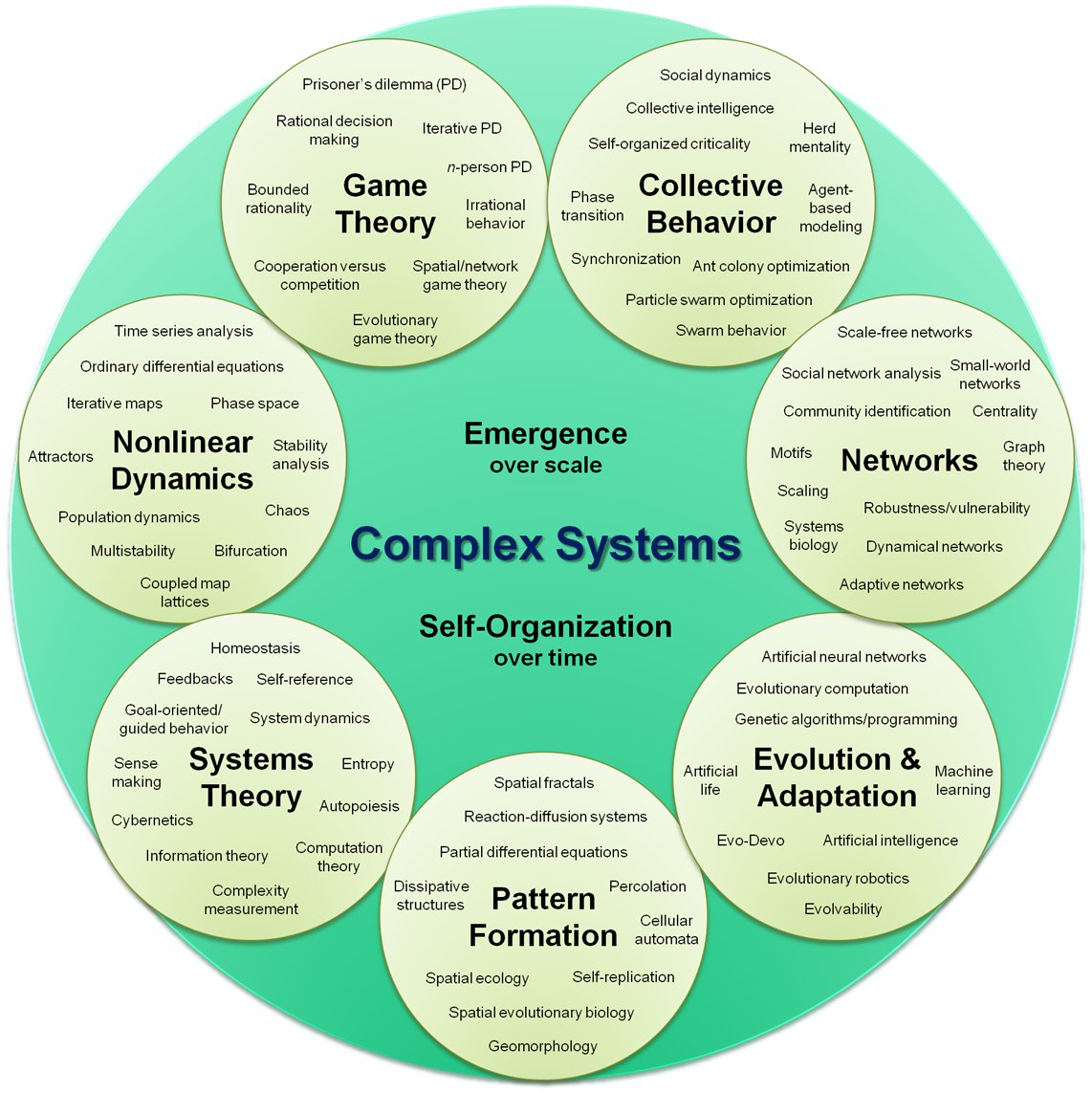
複雑系の科学に関連する各分野の組織的相関:

複雑系科学の記事では、複雑系に関する科学について扱う。
複雑系のモデルから得られる方程式というのは、一般的に統計力学・情報理論・非線型力学などの周辺において研究が展開され、基本的に複雑であると考えられてきた自然界における系の組織化が存在するものの、予測不可能な挙動を表すものである。これらの系の物理的特徴は定まっておらず、それゆえ、このような「系」と言ったときには、現象を記述する数学モデルのことを指すのであって、モデルが表す不確定な物理学的対象のことではないとするのが普通である。
このような系をモデルを用いた研究を行う分野は、計算機科学、生物学、経済学、物理学、化学、ほか多岐にわたる。特にこのような系に主眼を置いた研究を総称する呼称として、複雑系理論・複雑性科学・複雑系の研究・複雑性の科学・非平衡物理学・歴史物理学などがある。また、さまざまな抽象複雑系が数学の一部として研究されている。
複雑系に関する主要な問題は、それらの系の形式的な数理モデル化とシミュレーションの困難さにある。このような側面から、いくつもの異なる研究の文脈で、それぞれ異なった積み重ねの上に複雑系が定義されている。全ての複雑系が多くの相互に関連する要素をもつことから、ネットワーク科学やネットワーク理論が複雑系の研究の重要な側面となりうる。今のところ、複雑系とは何であるかということの、一つの普遍的な定義というのは意見の一致を見るものではない。
方程式によって表されるさほど有用でない系について、複雑系を用いた同定・発見・設計・相互関係に対する様々な語り口や方法が用いられる。複雑系の手法を用いた、より大きな視点での統制や方法論は Encyclopedia of Earthに見つかる。

## 概要

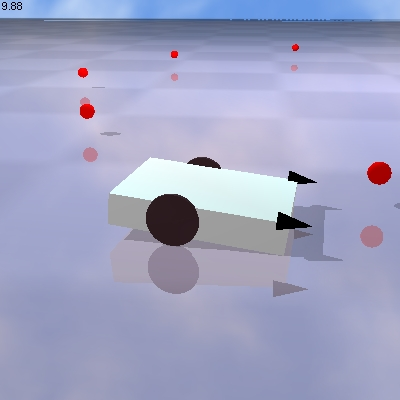
人工生命シミュレータbreveでプログラムしたブライテンベルグシミュレーション

複雑系の数理モデルを用いた研究は、それまでの科学が提供してきた伝統的な力学的概念では、十分に説明のできない多くの現象に対して行われる。したがって複雑系の数理は、人類学、人工知能、人工生命、化学、計算機科学、経済学、進化的計算、地震予知、気象学、分子生物学、神経科学、物理学、心理学、社会学等を含む多様な分野における問題に対する広範な研究手法を包含する言葉として用いられる。
こうした努力の中で、科学者はしばしば複雑現象を（記述するというよりは）「導く」ような、単純な非線型カップリング規則を探求したが、そういうことが必要とされない場面もあった。人間社会は（おそらく人間の脳も）要素もその相互作用も単純でない複雑系であるにもかかわらず、複雑系の多くの特質を顕す。ここで振り返っておきたいのは、非線型系が必ずしも複雑系モデルの特徴を示すわけではないということである。実際、不安定な平衡やある種の生物学的・社会学的・経済学的な系の進化の過程に関わるマクロ分析は、変数のパラメータが相互に依存しあうようなものであるにもかかわらず、線型方程式系を用いても有効に実施することができる。
工学は伝統的に、小さな摂動に対するもの（大部分の非線型系は分析が極めて簡単になる線型系で近似することができる）に考えを絞ってはいたものの、非線型問題の解決に血道をあげてきた。線型系が表すのは、安定制御の一般手法や解析が存在するような系の主なクラスである。しかし、多くの物理学的な系（例えばレーザー）は本質的な意味での「複雑系」であって、このようなものに対する実用工学は複雑系の研究の一要素に含まれざるを得ない。
情報理論は、オブジェクト指向設計の概念を通じて、あるいは任意の系の進化の過程に対しての組織化と乱れの概念の定式化を通して、複雑適応系 (CAS) によい応用がある。

## 歴史
複雑性の科学は、部分が系の全体としての挙動にどのような関係性を持つのか、どのように系が相互にあるいはそれが属する環境に関係性を持つのか、といったことに関して研究する科学に対する新しい手法である。塩沢由典の『複雑系経済学入門』(生産性出版)第2部は、複雑系の思想の簡略な概観となっている。
最も初期の現代的な複雑系の理論の先駆けは、（後にオーストリア学派となる）スコットランド啓蒙主義の古典政治経済学に求めることができる。それによれば、市場系の秩序は、人間活動の結果でありながらどの人間の意図とも外れるという意味で「自発的」（あるいは創発的）である。
オーストリア学派によって19世紀から20世紀初頭にかけて、分散した知識の概念とともに、経済計算問題が展開され、当時有力であったケインズ経済学に対する論争の火に油を注いだ。この論争は、計算の複雑性問題の研究のために、とりわけ経済学者、政治学者、あるいはそれ以外の組織が主導してなされたものである。
この分野の開拓は、カール・ポパーやウォーレン・ウィーバーの業績に刺激を受けて、ノーベル経済学賞受賞者で哲学者のフリードリヒ・ハイエクがその研究の大部分をささげる形で、20世紀前半から後半に掛けて複雑現象の研究のために行われた。彼の仕事が人間経済に対して適用されることは無かったが、心理学、生物学、サイバネティックスなどの他分野への思い切った応用がなされている。グレゴリー・ベイトソンは人類学とシステム論との橋渡しを確立する重要な役割を果たした。彼は文化の一部分と生態学との相互によく似た機能を見出している。
さらにスティーヴン・ストロガッツは Sync で「10年かそれくらいごとに大きな理論がやってくる。それは同じような野望の成果であり、しばしば不気味に聞こえる C-name を振りかざす。1960年代のそれはサイバネティックスであり、1970年代はカタストロフ理論である。その後1980年代にカオス理論が、1990年代には複雑性理論が登場した」と述べた。その後の複雑さの科学的探究は自然科学や社会科学と結びついて、統一科学 (consilience science) とよばれる試みになっていくのが2000年一桁代である。

## 複雑性の科学に関する話題

### 複雑性を統制する試み
業態や買収が複雑性を増すにつれ、事業体や政府は（陸軍の未来型戦闘システム (FCS) のような）大規模収集システム (mega-acquisitions) の運用に効果的な方法を模索している。FCS のようなシステムは、相互に予測不能な相互関係の網の上に存在している。買収がよりネットワーク中心で複雑になるにつれて、事業は複雑さを統制する方法を模索することを迫られ、一方、政府は柔軟性と弾力性を保証する効果的な統治を提供することを試みる。

### 複雑性とモデル化

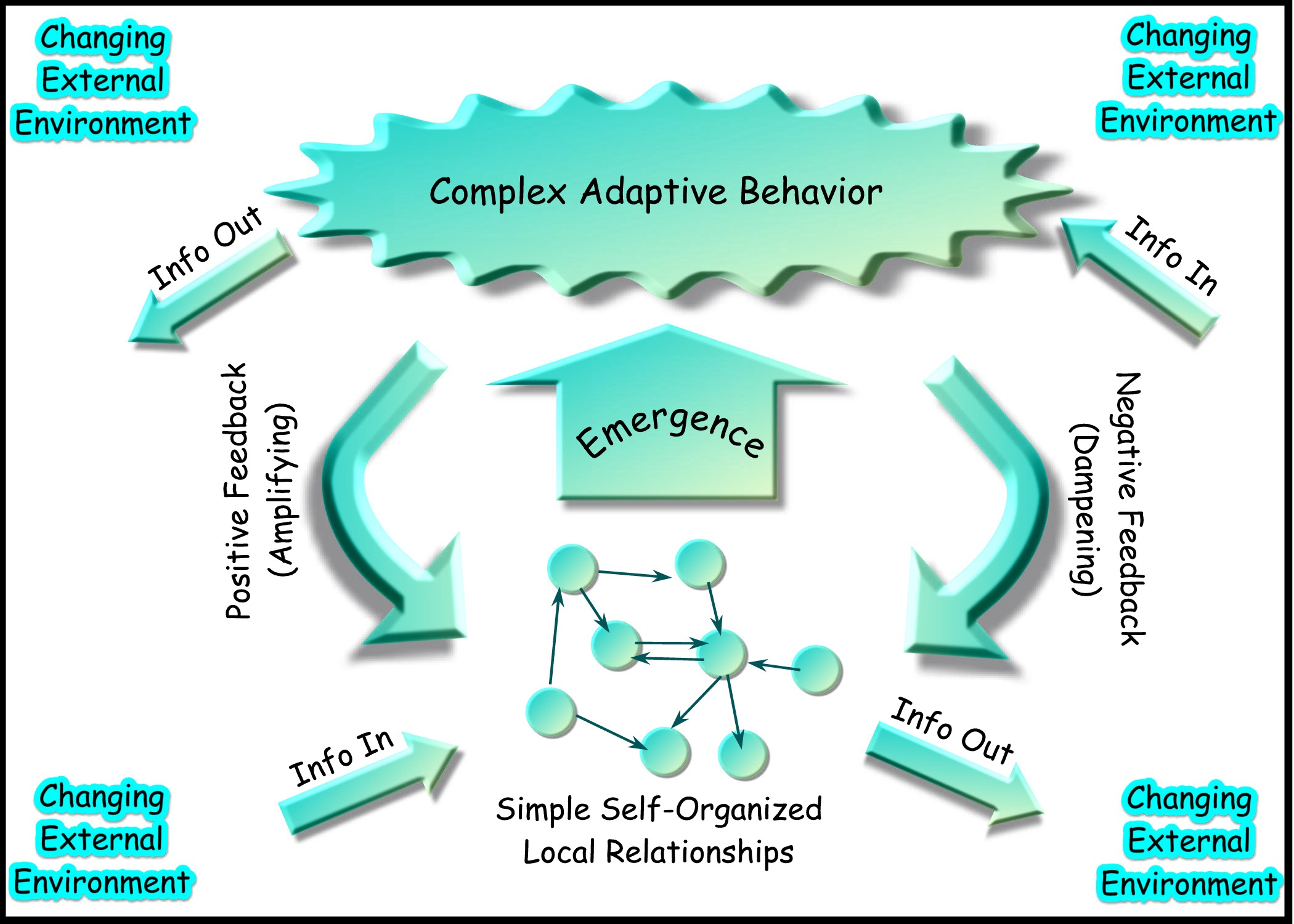
複雑適応系のモデル化

ハイエクの初期の複雑性理論への主な貢献の一つに、人間の単純系の挙動を予測する能力と、モデル化を通して複雑系の挙動を予測する能力とを区別したことが挙げられる. 彼は経済学や一般の複雑現象の科学（彼の観点では生物学や心理学などが含まれる）は、物理学のように本質的に単純な現象を扱う科学に由来するモデル化はできないであろうと信じた。ハイエクの特筆すべき説明として、非複雑現象が全てを詳らかに予測できるのと比べ、複雑現象はモデル化を通してパターンが予測できるのみであるというものがある。

### 複雑性とカオス理論
複雑性理論はカオス理論に根ざしており、その起源は19世紀のフランス人数学者アンリ・ポアンカレの研究に求めることができる。カオスは時に、秩序を持たないものというよりも極めて込み入った情報として理解されることがある。この点は、カオスにはまだ決定論的な側面が残っているという観点が垣間見える。すなわち、初期条件の完全な情報と作用の仕方が分かっているならば、その作用が引き起こす結果はカオス理論において予測可能である。これに異を唱えるのがイリヤ・プリゴジンで、複雑性は非決定論的で未来における挙動をきちんと予測するためのいかなる方法も存在しない（も参照）。
複雑性の理論における創発性は、それが属する領域が、決定論的な秩序と確率論的な乱雑さとの中間にあるということを示すものになっている。このことを指して「カオスの辺縁」('edge of chaos') ということがある。

ローレンツ・アトラクターの軌跡

複雑系の解析に際して、例えば初期条件に対する鋭敏性などは、それが強く問題となるカオス理論における重要性ほどには、重い問題ではない。コランダーの弁を借りれば複雑性の研究はカオスの対極にある。複雑性の研究は、非常に大きな数のきわめて複雑で動的な関係性の集合体が、いかに単純な振る舞いのパターン（決定論的カオスの意味でのカオス的挙動）を発生させることができるか、あるいはどれほど比較的小さな数の非線型な相互作用からそれが得られるか、といったことを扱うものである。
従って、カオス力学系と複雑系との主な違いというのは、その履歴 (history) であるということになる。複雑系は履歴に強く依存するが、カオス力学系は履歴に依るものでない。カオス的挙動というのは、カオス的な秩序（というのは、言い換えれば、伝統的に考えられてきた意味での「秩序」の外側にあるような秩序）を持った平衡状態へ系を導くものである。他方で複雑系は、カオスの辺縁において平衡状態から遠ざかる方向へ展開する。複雑系の展開は、非可逆で予期しない事象からなる履歴によって臨界状態を形作る。この意味で、カオス系を履歴依存性を持たないという特徴を持った複雑系の一種として見ることもできる。現実の多くの複雑系は、実用に耐えうる期間あるいは有限だが十分長い時間において堅牢 (robust) であるけれども、それらが系の全体性を維持しつつも急激な質的変化を起こす性質を持ちうる可能性は残されている。これは変形に関する比喩によるよりも、メタモルフォシス (Metamorphosis) を例に取るほうが分かりよいかもしれない。

## 研究所、会議、雑誌
学会・研究センター
- New England Complex Systems Institute
- Santa Fe Institute
- Northwestern Institute on Complex Systems (NICO)
- Centro de Ciencias de la Complejidad, UNAM
- Complexity Complex at the University of Warwick
- Center for Social Dynamics & Complexity (CSDC) at Arizona State University
- Center for Complex Networks and Systems Research at Indiana University
- Southampton Institute for Complex Systems Simulation
- Center for the Study of Complex Systems at the University of Michigan
- Center for Complexity in Health at Kent State University
- Center for Complex Systems and Brain Sciences at Florida Atlantic University
- ARC Centre for Complex Systems, Australia
- Center for Social Complexity at George Mason University
- York Centre for Complex Systems Analysis at University of York
- The Complexity Science Group at University of Calgary
- Plexus Institute for the study of Complex Change and Innovation
- The Center for Complex Systems Research, Univ. of Illinois at Urbana-Champaign

研究誌
- Advances in Complex Systems
- Complexity
- Complex Systems
- Interdisciplinary Description of Complex Systems

その他
- Complexity Digest

## 関連文献
- D. Chu, R. Strand and R. Fjelland, "Theories of complexity", Complexity, 8:3, 2003
- L.A.N. Amaral and J.M. Ottino, Complex networks — augmenting the framework for the study of complex system, 2004.
- Murray Gell-Mann, Let's Call It Plectics, 1995/96.
- Nigel Goldenfeld and Leo P. Kadanoff, Simple Lessons from Complexity, 1999
- A. Gogolin, A. Nersesyan and A. Tsvelik, Theory of strongly correlated systems , Cambridge University Press, 1999.
- Kelly, K. (1995). Out of Control, Perseus Books Group.
- Graeme Donald Snooks, "A general theory of complex living systems: Exploring the demand side of dynamics", Complexity, vol. 13, no. 6, July/August 2008.
- Sorin Solomon and Eran Shir, Complexity; a science at 30, 2003.
- Preiser-Kapeller, Johannes, "Calculating Byzantium. Social Network Analysis and Complexity Sciences as tools for the exploration of medieval social dynamics". August 2010